# Liste der sierra-leonischen Orden und Ehrenzeichen
Dies ist eine Liste der Orden und Ehrenzeichen Sierra Leones.

## Orden

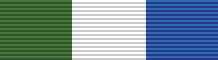
Order of the Republic

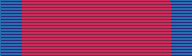
Order of the Rokel

Das wichtigste Zeichen der sierra-leonischen Ehrerweisung ist die Verleihung des Orden der Republic (englisch Order of The Republik), gefolgt vom Orden von Rokel (englisch Order of the Rokel), die mit wenigen Ausnahmen (z. B. 2019 an Jane Goodall) ausschließlich an Sierra-Leoner verliehen wird.
1. Order of the Republic of Sierra Leone – seit 1972 die höchste Auszeichnung des Landes in den Abstufungen Grand Commander (GCRSL), Grand Officer (GORSL) und Commander (CRSL), alljährlich durch den Staatspräsidenten vergeben Auszeichnung; u. a. vergeben an Francis Minah (1981)
2. Order of the Rokel – seit 1972 die zweithöchste Auszeichnung des Landes in den Abstufungen Grand Commander (GCOR), Commander (COR), Officer (OOR) und Member (MOR)[5]; u. a. verliehen an Michael von der Schulenburg (2020)[6], Jane Goodall (2019) und Patrick Daniel Koroma (2013)[7]
3. President Award – seit 1972 jährlich an Sierra-Leoner in Gold und Silber vergeben, die sich besonders für das Land verdient gemacht haben[8]; u. a. vergeben an Mohammed Kallon (2013)[9]

## Medaillen
- Sierra Leone Independence Medal[10] – durch Elisabeth II. 1961 zur Unabhängigkeit Sierra Leones autorisierte Medaille für Vertreter der Armee

## Sonstige Auszeichnungen
- Sierra Leone Fire Brigades Medal – für ehrenhafte Mitglieder der Feuerwehr Sierra Leones
- Sierra Leone Police Medal – für ehrenhafte Mitglieder der Polizei Sierra Leones

## Galerie

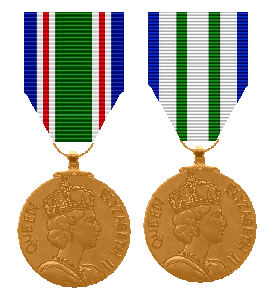
Feuerwehrmedaille
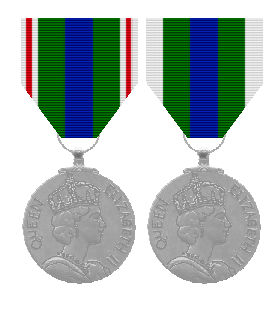
Polizeimedaille